# Symphonie no 40 de Michael Haydn
La Symphonie no 40 en fa majeur, Perger 32, Sherman 40, MH 507, est une symphonie de Michael Haydn, composée en 1789 à Salzbourg.

## Analyse de l'œuvre
Elle comporte trois mouvements:
1. Allegro molto, en fa majeur
2. Adagio ma non troppo
3. Rondeau vivace

Durée de l'interprétation: environ 16 minutes

## Instrumentation
La symphonie est écrite pour deux hautbois, deux bassons, deux cors, cordes.